# Incontri internazionali di rugby a 15 di fine anno 1997

## 25 ottobre – 2 novembre
I Wallabies affrontano due selezioni argentine, prima di superare i "Pumas". Il tour si apre contro la selezione provinciale di Tucuman:
| Arbitro: | Ricardo Lamastra |

|                     |      |                                                               |
| H. Dande, D. García | mt   | Tune (3) Howard Horan, Foley Harry, Finegan Roff, Larkham (3) |
| Albornoz            | tr   | Roff, Larkham Knox 6                                          |
| R. Sauze            | c.p. |                                                               |

Il secondo match è contro la selezione di Rosario. Un match assai meno equilibrato di quanto non dica il punteggio, con gli Australiani tre volte in meta.
| Arbitro: | Pablo Bleckdeweil |

|                           |      |                                           |
|                           | mt   | Ofahengaue, Blades Hardy, meta di mischia |
|                           | tr   | Payen 3                                   |
| Guillermo del Castillo 4  | c.p. | Payen                                     |
| G. del Castillo, L. Bouza | drop |                                           |

Esordiscono anche i Tongani a Bristol.
| Bristol 30 ottobre 1997 | Bristol | 25 – 35 | Tonga XV |  |

In Argentina, segue il primo test vinto dagli australiani grazie ad una decisiva meta di Finegan
| Arbitro: | Bertie Smith |

|                  |      |          |
|                  | mt   | Finegan  |
| Giannantonio (5) | c.p. | Knox (6) |

## 3-9 novembre
Mentre prosegue il tour di Tonga, l'Australia in Argentina supera la selezione di Buenos Aires, ma si inchina ai "Pumas" nel secondo test. Anche Sudafrica e Nuova Zelanda sbarcano in Europa.
| Edimburgo 3 novembre 1997 | Edinburgh | 26 – 14 | Tonga XV |  |

| Arbitro: | Brian Stirling |

|               |      |                    |
|               | mt   | Kefu, Wilson Payne |
|               | tr   | Flatley            |
| José Cilley 4 | c.p. |                    |

| Oxford 6 novembre 1997 | Oxford University | 16 – 31 | Tonga XV |  |

In un secondo test match, segnato da molti errori australiani sui calci, i "Pumas" si prendono la rivincita e superano i "Wallabies" per 18-16. Decisiva una trasformazione di Diego Giannatonio
| Arbitro: | David McHugh |

|                  |      |               |
| Martín, Pichot   | mt   | Finegan, Tune |
| Giannantonio     | tr   |               |
| Giannantonio (2) | c.p. | Knox (2)      |

Per gli Springboks il primo match del Tour si disputa a Bologna, contro l'Italia. Gli azzurri, con 3 mete nel primo tempo, festeggiano la fresca ammissione al Sei Nazioni chiudendo la frazione in vantaggio 22-20, ma crollano nella ripresa, sotto la supremazia della squadra di Nick Mallett.
| Arbitro: | Pablo De Luca |

|                               |      |                                                     |
| Francescato, Gardner, Vaccari | mt   | du Randt, Erasmus 2, Nuir, Rossouw 2 Small 2, Swart |
| Dominguez 2                   | tr   | Honiball 7                                          |
| Dominguez 4                   | c.p. | Honiball                                            |

| Arbitro: | B. Campsall |

|  |      |                                                                                    |
|  | mt   | Z. Brooke, Cullen (4) Hewitt (2), Ieremia I.Jones, Kronfeld Marshall, J.Wilson (2) |
|  | tr   | Mehrtens (2), J. Preston Wilson (2)                                                |
|  | c.p. | Mehrtens                                                                           |

## 10-16 novembre
| Biarritz 11 novembre 1997 | French Barbarians | 40 – 22 | Sudafrica XV | Parc d'Aguiléra |

Netto successo degli All Blacks, nel match contro la nazionale "A" gallese. Eroe del match è Carlos Spencer autore di 18 punti
| Arbitro: | J. Pearson |

|             |      |                                                    |
| D. R. James | mt   | M.Carter, Lomu McLeod (2), Miller Oliver, Robinson |
|             | tr   | Spencer5                                           |
| B. Hayward  | c.p. | Spencer2                                           |

Per la prima volta viene disputato un incontro, che diventerà abituale, tra la selezione ad inviti dei "Barbarians" e i "Combined Services" (praticamente la "nazionale militare" britannica). L'incontro si svolge l'11 novembre, ossia nel giorno del Memorial Day.
| Portsmouth 11 novembre 1997 | Combined Services | 33 – 40 | Barbarians |  |

| Bath 13 novembre 1997 | Bath | 13 – 29 | Tonga XV | Recreation Ground |

I Wallabies si spostano in Europa, dove vengono fermati sul pareggio dall'Inghilterra grazie ad un grande prestazione della mischia.
| Arbitro: | André Watson |

|          |      |              |
|          | mt   | Gregan, Tune |
|          | tr   | Roff (1)     |
| Catt (5) | c.p. | Roff (2)     |

A Lione, nel primo test, gli Springboks, dopo mezzo tempo di sofferenza, prendono in mano il match portandosi in mezz'ora sul 36-15
| Arbitro: | Derek Bevan |

|                       |      |                                         |
| Califano, Glas, Merle | mt   | Dalton, Montgomery Muir, Rossouw, Small |
| Lamaison              | tr   | Honiball 4                              |
| Lamaison 5            | c.p. | Honiball                                |

Gli All Blacks travolgono anche l'Irlanda, contro la quale mantengono il record di imbattibilità sin dal 1905.
| Arbitro: | Tony Spreadbury |

|        |    |                                                |
| Wood 2 | mt | Ieremia, Marshall Mehrtens, Osborne 2 Wilson 2 |
| Elwood | tr | Mehrtens 5                                     |

Un tour lungo ed utile per i Tongani, che mostrano una serie di progressi notevoli. L'unico test ufficiale del tour vede i Tongani opposti al Galles con sconfitta pesante, ma con un gioco apprezzato dai critici britannici. I padroni di casa interpretano il match come preparazione per il successivo test contro la Nuova Zelanda.
| Arbitro: | S. Borsani |

|                                           |      |  |
| Davies, G Thomas 2 Walker, Wyatt, Anthony | mt   |  |
| Neil Jenkins 2                            | tr   |  |
| Neil Jenkins 4                            | c.p. |  |

## 18-23 novembre
| Tolone 18 novembre 1997 | Francia A | 21 – 7 | Sudafrica XV | Stadio Mayol |

La nazionale “emergenti” dell'Inghilterra viene letteralmente sommersa dai neozelandesi, grazie soprattutto all'estro della stella nascente Carlos Spencer, alle mete di Jonah Lomu e alla grande prestazione di Todd Miller (3 mete)
| Arbitro: | Pablo de Luca |

|            |    |                                                     |
| Greenstock | mt | Kronfeld, Lomu (2) Miller (3), Riechelmann Surridge |
| Grayson    | tr | Spencer (5)                                         |

| Sale 20 novembre 1997 | Sale | 14 – 26 | Tonga XV |  |

Il riscatto australiano arriva contro la Scozia, travolta sotto 5 mete. Grande il match di Ofahengaue
| Arbitro: | Tappe Henning |

|        |      |                                       |
| Murray | mt   | Gregan, Larkham (2), Ofahengaue, Roff |
|        | tr   | Eales (3)                             |
| Hodge  | c.p. | Eales (2)                             |

Se il primo test e il successivo mid-week match avevano illuso i francesi, il secondo incontro li riporta rapidamente sulla terra. Una sconfitta pesante, proprio nel giorno in cui la Francia dà l'addio (almeno come campo principale) al "Parc des Princes". D'ora in poi lo stadio nazionale sarà l'enorme "Stade de France". "Man of the match" è Pieter Rossouw, autore di ben 4 mete
| Arbitro: | Paddy O'Brien |

|          |      |                                       |
| Ibanez   | mt   | Honiball, Rossouw 4 Snyman, Teichmann |
| Lamaison | tr   | Honiball 7                            |
| Lamaison | c.p. | Honiball                              |

All'Inghilterra non riesce il miracolo contro la Nuova Zelanda e gli All Blacks si aggiudicano un match assai più equilibrato di quanto non dica il punteggio. L'incontro si gioca nell'inconsueta cornice (almeno per il rugby) dell'Old Trafford
| Arbitro: | Peter Marshall |

|              |      |                        |
| de Glanville | mt   | Jones, Randell, Wilson |
|              | tr   | Mehrtens 2             |
| Catt         | c.p. | Mehrtens 2             |

## 25-30 novembre
Il terzo match degli All Blacks in Inghilterra è contro una selezione ad inviti. L'incontro, assai equilibrato, è deciso ancora dall'estro di Carlos Spencer
| Arbitro: | R. Davies |

|              |      |               |
| M. Wood      | mt   | Hopa, Spencer |
|              | tr   | Spencer       |
| Stimpson (2) | c.p. | Spencer (2)   |

| Leeds 26 novembre 1997 | Leeds | 29 – 15 | Tonga XV |  |

| Belfast 27 novembre 1997 | Irlanda A | 26 – 10 | Canada XV | Ravenhill |

Contro l'Inghilterra il tour sudafricano prosegue con un altro successo con 4 mete contro una sola degli inglesi
| Arbitro: | Colin Hawke |

|                        |      |                                   |
| Greenstock             | mt   | Andrews, Garvey Snyman, Swanepoel |
| Honiball 2, Montgomery | tr   |                                   |
| Catt 2                 | c.p. | Honiball                          |

Per gli All Blacks, è facilissimo il successo contro un Galles troppo rassegnato per opporre una valida resistenza
| Arbitro: | Wayne Erickson |

|           |      |                            |
| Walker    | mt   | Cullen 3, Marshall Randell |
| N.Jenkins | tr   | Mehrtens 4                 |
|           | c.p. | Mehrtens 2                 |
|           | drop | Z.Brooke                   |

| Londra 29 novembre 1997 | Saracens FC | 83 – 8 | Tonga XV |  |

| Arbitro: | Claudio Giacomel |

|                                       |      |          |
| Costello, McGuinness, Maggs, Nowlan 2 | mt   | Cardinal |
| Elwood                                | tr   |          |
| Elwood 2                              | c.p. | Rees 2   |

## 1 -7 dicembre
| Arbitro: | Alan Lewis |

|            |      |                                   |
| S. Benton  | mt   | McLeod, Oliver Riechelmann, Umaga |
| Stimpson   | tr   | Spencer 2                         |
| Stimpson 4 | c.p. | Spencer, Preston                  |

Il Sudafrica chiude con il 5º successo in 5 test match. Un successo netto, indiscutibile, che viene definito in Gran Bretagna come il successo di una squadra "dell'altro mondo"
| Arbitro: | P. Thomas |

|                |      |                                                                        |
| Stark          | mt   | Erasmus, Montgomery 2 Rossouw, Small 2 Smith, Snyman Teichmann, Venter |
| Rowen Shepherd | tr   | de Beer, Montgomery 8                                                  |
| Rowen Shepherd | c.p. |                                                                        |

È il match della vita per gli inglesi che colgono un clamoroso pareggio, dopo aver chiuso il primo tempo in vantaggio per 23-9. Agli osservatori, l'Inghilterra sembra pronta per la sfida ai più forti per la Coppa del Mondo 1999
| Arbitro: | Jim Fleming |

|                       |      |                  |
| Dallaglio, Hill, Rees | mt   | Little, Mehrtens |
| Grayson               | tr   | Mehrtens 2       |
| Grayson               | c.p. | Mehrtens 4       |